# ويليام ر. كلاين
ويليام ر. كلاين (بالإنجليزية: William R. Cline)‏ هو اقتصادي أمريكي، ولد في 1941.